# Carol Alt
Carol Ann Alt, född 1 december 1960 i Flushing, Queens, är en amerikansk fotomodell och skådespelerska.
Hon fick sitt genombrott som fotomodell 1979 när hon hamnade på omslaget för Harper's Bazaar men det stora internationella genombrottet skedde tre år senare när hon prydde omslaget för Sports Illustrateds årliga tidning för baddräktsmodeller. På 1980- och 1990-talen var Alt en av de mest kändaste fotomodellerna och ansågs vara en supermodell. Hon har prytt på fler än 500 omslag tillhörande däribland Cosmopolitan, Elle, Life, People, Playboy och Vogue. Alt gjorde också en del reklam för företag som General Motors, Givenchy och Pepsico.
Alt började också vara skådespelerska 1982 och har varit med i både filmer och TV-serier. Hon är väldigt populär i Italien och varit med i många italienska produktioner.
Hon var gift med ishockeyspelaren Ron Greschner mellan 1983 och 2001, dock som separerade från och med 1997. 1999 eller tidigt 2000 blev hon tillsammans med en annan ishockeyspelare i ryssen Aleksej Jasjin, det kom rapporter 2016 om att de hade gift sig. 2001 berättade Alt att hon och Greschner skilde sig för att Greschner ville ha barn men inte hon. 2008 när de möttes i domstol över en affärsrelaterad tvist, avslöjades den riktiga anledningen och det var att hon kunde inte bli gravid på grund av livmodercancer.

## Filmografi i urval
- 1987 – Houston Knights (TV-serie)
- 1990 – B.L. Stryker (TV-serie)
- 1991 – Un piede in paradiso
- 1992 – Beyond Justice
- 1993 – Thunder in Paradise (TV-serie)
- 1995 – Baywatch Nights (TV-serie)
- 1996 – Vingar (TV-serie)
- 1997 – Private Parts
- 1998 – King of the Hill (TV-serie)
- 1999 – Diagnosis: Murder (TV-serie)
- 1999 – Apocalypse II: Revelation
- 2000 – Amazon (TV-serie)
- 2004 – Snakehead Terror (TV-serie)
- 2007 – Homo Erectus
- 2008 – The Man Who Came Back
- 2012 – Förälskad i Rom